# Eleições parlamentares europeias de 2004 (Estónia)
As eleições parlamentares europeia de 2004 na Estónia, realizaram-se a 13 de junho e, serviram para, pela primeira vez, eleger os 6 deputados nacionais ao Parlamento Europeu.

## Resultados Oficiais
| Partido                 | Partido                  | Votos   | %               | Deputados |
| ----------------------- | ------------------------ | ------- | --------------- | --------- |
|                         | Partido Social-Democrata | 85 433  | 36,79 / 100,00  | 3 / 6     |
|                         | Partido do Centro        | 40 704  | 17,53 / 100,00  | 1 / 6     |
|                         | Partido Reformista       | 28 377  | 12,22 / 100,00  | 1 / 6     |
|                         | União Pro Patria         | 24 375  | 10,50 / 100,00  | 1 / 6     |
|                         | União Popular            | 18 687  | 8,05 / 100,00   | 0 / 6     |
|                         | Partido Res Publica      | 15 457  | 6,66 / 100,00   | 0 / 6     |
|                         | Partido Democrático      | 2 849   | 1,23 / 100,00   | 0 / 6     |
|                         | Outros                   | 19 228  | 8,28 / 100,00   | 0 / 6     |
| Votos Inválidos         | Votos Inválidos          | 2 244   | 0,96 / 100,00   |           |
| Total                   | Total                    | 234 485 | 100,00 / 100,00 | 6 / 6     |
| Eleitorado/Participação | Eleitorado/Participação  | 873 809 | 26,83 / 100,00  |           |
| Fonte                   | Fonte                    | [ 1 ]   | [ 1 ]           | [ 1 ]     |